# Disciplinatha
I Disciplinatha sono stati un gruppo industrial rock   formatosi nel 1987 a Bentivoglio (provincia di Bologna).
I Disciplinatha si sono imposti con un repertorio di testi sferzanti innestati su un rock energico che fondeva industrial, elettronica e post punk, ma sono rimasti famosi soprattutto per la loro iconografia aggressiva e provocatoria.

## Storia dei Disciplinatha

### 1987: Origini e contesto
Nel 1987, la Bologna del Partito Comunista di Renzo Imbeni portava avanti la linea del suo predecessore Renato Zangheri, dando ampio spazio allo stato sociale, nel pieno spirito di una vera sinistra sociale. Riguardo alla gestione culturale, veniva continuato quel Piano Giovani che aveva portato Carmelo Bene sulla Torre degli Asinelli o i Clash in Piazza Maggiore, nel tentativo di ricucire con la generazione del '77, le cui proteste avevano portato ai fatti di Bologna dell'11 marzo 1977, all'uccisione da parte delle forze dell'ordine dello studente Francesco Lorusso ed all'atto del Ministro dell'Interno, Francesco Cossiga, che inviò l'esercito nella città. Negli anni successivi molti furono gli attriti con le nuove generazioni, dalla protesta degli anarcho punk vicini alla Attack Punk Records al concerto dei Clash, alla formazione di esperienza di aggregazione come il Casalone (che poi divenne Il Covo) all'occupazione dell’Isola nel Kantiere. In questo contesto, un gruppo di ragazzi di Bentivoglio, guardavano con sospetto sia le esperienze governative, sia il movimentismo alternativo e negli anni in cui ormai si considerava morto il punk, iniziarono ad assumere un'estetica dai chiari riferimenti militareschi, anticonformisti ed iconoclasti, rifiutando in partenza ogni modello di riferimento, sia locale che d'importazione.
Fu da queste premesse che Cristiano Santini (voce), Marco Maiani (basso) e Daniele Albertazzi (batteria) fondarono i Blood, che auto-produssero una propria cassetta omonima, affiancati, in pieno spirito DIY, dall'attività della fanzine Fiamma Nera di Dario Parisini, che poi entrerà in pianta stabile nella band come chitarrista. Fu dopo un concerto dei CCCP - Fedeli alla linea che il gruppo decise di creare un concerto che comprendesse anche performance art, videoproiezioni ed altre forme espressive.

### 1988-1990:Abbiamo pazientato 40 anni. Ora basta!
La band cambiò presto il nome in Disciplinatha, con chiaro riferimento alla disciplina militare, ed in tono con l'iconografia provocatoriamente fascista utilizzata dalla band in questa prima fase.
I Disciplinatha entrarono poi in contatto con la label Attack Punk Records di Jumpy Velena, la stessa dei primi CCCP Fedeli alla linea, con cui produssero il loro primo lavoro, un mini-LP intitolato Abbiamo pazientato 40 anni. Ora basta! (1988). L'album vedeva fin dalla copertina due Piccole italiane dall'aria seriosa e nel retro-copertina due Figli della lupa divertirsi in posa da saluto romano. All'interno dell'album vi era poi un volantino in stile collage, con immagini e riferimenti disparati, tra i quali molti palesemente fascisti: Public Enemy, Louis-Ferdinand Céline, Ezra Pound, Lucio Battisti, Francesca Mambro, Franco Freda, Gianfranco Faina, costruendosi così un immaginario che opera una strategia della sovra-identificazione che può assomigliare a quello dei Laibach ed all'interpretazione che di loro ne fa Slavoj Žižek. Il disco stesso si apre con il brano Addis Abeba che inizia con il discorso di Benito Mussolini che dichiara guerra all'Etiopia. Le sonorità oscillano tra un post-hardcore di matrice industrial rock e post-punk con coloriture chitarristiche psichedeliche. L'album vedeva poi le tastiere suonate da Gaudi. In un periodo in cui, nel dopo-hardcore punk le band tentavano strade nuove ed originali, i Disciplinatha trovarono decisamente una strada nuova e del tutto personale uscendo dalle stantie convenzioni dei generi. L'album creò un certo scompiglio, tanto che Rai 2 fece un servizio che metteva all'indice la band, e li riprendeva mentre da un balcone diffondevano arie e discorsi del periodo fascista. Inoltre la band trovò molta difficoltà, in questo periodo, sia nella distribuzione del disco, sia nella ricerca di date e concerti. Un esempio fu quello di un concerto di Verona, in cui la band si trovò a dover fronteggiare un gruppo di attivisti di sinistra da un lato ed un gruppo di attivisti di destra dall'altro, entrambi arrivati al concerto con intenzioni violente nei loro confronti, impedendo così lo svolgersi della serata. Nonostante i grandi problemi, in questo periodo gli spettacoli dal vivo sono di grande impatto e la band fa largo uso di costumi, scenografie e videoproiezioni, creando quindi un autentico spettacolo multimediale.
Purtroppo questa situazione scaturì, negli anni successivi in un periodo di crisi, con i Disciplinatha isolati dalla critica musicale e con i concerti sempre a rischio rissa, senza un'etichetta e con un progressivo distacco della forma del concerto "multimediale", che portò ad un temporaneo abbandono di Daniele Albertazzi ed all'ingresso della bassista Roberta Vicinelli. Fu di questo periodo la loro partecipazione alla raccolta su triplo LP Centofiori Compilation 1989 (Rose Rosse Records, 1989), curata da Agostino Baiesi, Alvarez Gomez D'Arza, Germano Piani, Giuliano Gurrieri e Luigi Conti che li vedeva presenti con il brano Lo Stato Delle Cose.

### 1991-1995: DaCrisi di valoriadUn mondo nuovo
Fu in questo periodo che i Disciplinatha entrarono finalmente in contatto con l'etichetta I dischi del mulo di Giovanni Lindo Ferretti e Massimo Zamboni, compiendo anche un percorso di rinnovamento estetico/iconografico della band. Il secondo EP intitolato Crisi di valori compariva la dichiarazione polemica "Non siamo di destra, anzi, siamo buoni", e nella title track viene campionata la voce di papa Giovanni Paolo II. I Disciplinatha utilizzavano ora toni più sarcastici, in un mondo che appare totalmente trasformato rispetto agli anni in cui avevano iniziato il loro percorso. Dopo la caduta del muro di Berlino e durante la prima Guerra del Golfo, i Disciplinatha anticipano con il brano Nazioni il loro suono futuro, fatto di sonorità elettronico-industriali e chitarre decisamente più rock e meno punkeggianti.
Il 18 settembre del 1992, fu la volta di Maciste contro tutti, un concerto ospitato dal Centro per l'arte contemporanea Luigi Pecci di Prato, che vedeva le prime band messe sotto contratto da I Dischi del Mulo suonare assieme. Con loro gli Ustmamò ed i CSI inaugurarono così uno dei periodi discografici più fortunati del rock italiano. Dal concerto, venne pubblicato l'omonimo disco, che rappresentò allora il "manifesto programmatico" dell'etichetta.
Intanto in Italia i processi di Mani Pulite avevano spazzato via un'intera classe politica coinvolta nella tangentopoli nazionale, e fu proprio su queste tematiche che fu incentrato il disco del 1994 intitolato Un mondo nuovo, che segnò un'ulteriore evoluzione del sound verso una veste ancora più tecnologica ed elettronica con influenze EBM, da cui fuoriescono i riff di chitarra e l'alternanza di voce maschile/femminile con liriche fortemente incentrate su una visione pessimistica delle sorti della Seconda Repubblica e sull'omologazione delle generazioni presenti e future. La copertina del disco era un'opera di Diego Cuoghi, basata su una grafica di una rivista di Testimoni di Geova (che, come tale, non fu poi più utilizzata per le edizioni successive). Tra i brani vi erano poi una cover in stile industrial di Up Patriots to Arms di Franco Battiato, di cui fu fatto un videoclip che divenne video pin-up per una settimana su Videomusic, per poi essere messo in heavy rotation per tutto il mese successivo, e una rilettura di Vi ricordate quel 18 aprile 1948, di Giovanna Daffini, che fu scritto l’indomani della sconfitta del Fronte Popolare alle elezioni. Fu proprio quest'ultimo brano ad essere inserito nella compilation Materiale resistente. In breve tempo la band passò così da poche date, ad oltre cento date all'anno, con la partecipazione anche al Concerto del Primo Maggio di Roma.
A-Raccolta, dell'anno successivo, ripropone il primo e ormai introvabile disco integrandolo con rarità e inediti.

### 1996-1998:Primigenia
Nel 1996 il loro brano Ultima Fatica fu inserito nella colonna sonora di Jack Frusciante è uscito dal gruppo di Enza Negroni e nel 1997 Lontano Scintillante e Quanto mi ami? furono inseriti nella colonna sonora Tutti giù per terra di Davide Ferrario.
Nel 1996 viene dato alle stampe quello che sarà il loro ultimo lavoro, Primigenia, un disco che abbandona del tutto le sonorità e le tematiche degli esordi per abbracciare l'alternative rock e il post-rock. L'album sembra aprire a nuove possibilità commerciali, anche se già allora i Disciplinatha avevano avuto ottimi riscontri nel panorama del rock italiano. Fu di questo periodo la partecipazione alla trasmissione televisiva di videomusic Segnali di fumo, ma l'album fin dalla sua composizione aveva generato polemiche all'interno della band tra chi tendeva ad un ritorno a sonorità più ricercate e chi voleva invece fare un salto verso la possibilità di maggior successo. Fu così che, dopo aver contribuito con la traccia Soffia Piano alla compilation Matrilineare, i Disciplinatha decidono di sciogliersi.

### Il 2012 ed il ritorno dei Disciplinatha
Dei Disciplinatha si torna a parlare nel 2012 in occasione dell'uscita del cofanetto celebrativo Tesori della patria, contenente, oltre all'intera discografia del gruppo, la raccolta di inediti e remix Foiba e il documentario di Alessandro Cavazza intitolato Questa non è un'esercitazione, con interviste ai membri del gruppo e a personaggi del calibro di Jello Biafra, Helena Velena, Giovanni Lindo Ferretti, Massimo Zamboni, Emidio Clementi, Mercy, Manuel Agnelli e Paolo Barnard. In particolare Jello Biafra è sempre stato un grande estimatore della band, al punto da definirli "l'unico gruppo italiano che vale la pena ascoltare".
Il 9 novembre dello stesso anno il gruppo ha tenuto un concerto a Bologna durante il Moonlight Festival. Sul palco era presente non solo l'ultima formazione (a eccezione del batterista Daniele Albertazzi) ma anche alcuni ex-componenti del gruppo (Marco Maiani e Simone Bellotti), nonché due cori popolari: il Coro Alpino di Monte Calisio di 32 elementi, ed il coro delle Mondine di Bentivoglio di 13 elementi.

### Il dopo dei Disciplinatha

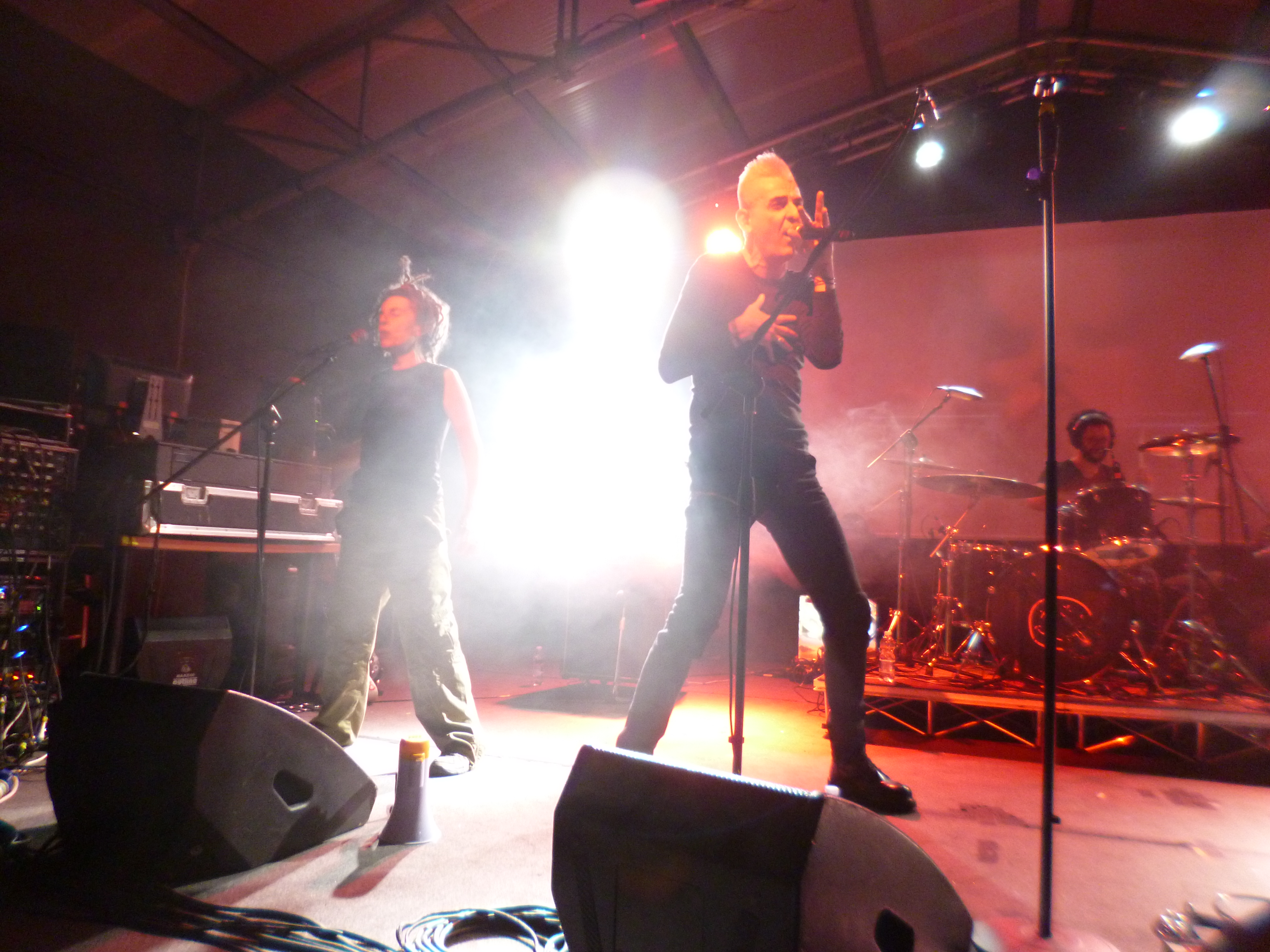
Dish Is Nein - live 2020 - Roma

Nel dicembre 2017 la formazione originaria (ad eccezione del batterista Daniele Albertazzi) annuncia di avere pronto un nuovo EP sotto lo pseudonimo Dish-Is-Nein che viene pubblicato dalla Contempo Records a gennaio 2018.
Il 9 giugno 2022 muore il chitarrista e membro fondatore Dario Parisini. 
Nel dicembre del 2022 esce il singolo in formato digitale The Man Machine. Ad aprile 2023 viene pubblicato il 45 giri The Metal Machine con una versione remix del brano Eva.
Il 25 marzo 2025 pubblicano LP Occidente (A funeral party).

## Formazione

### Prima formazione (1987)
- Dario Parisini: chitarra
- Cristiano Santini: voce e chitarra
- Daniele Albertazzi: batteria
- Marco Maiani: basso

sono poi subentrate:
- Valeria Cevolani e Francesca Calderara: corista

dal 1990 al 1991:
- Simone Bellotti: batteria
- Vanessa Vignini: corista (sostituisce Francesca Calderara)

### Seconda formazione (dal 1992 al 1993)
- Dario Parisini: chitarra
- Cristiano Santini: voce e chitarra
- Simone Bellotti: batteria
- Valeria Cevolani: voce
- Karin Tingay:  coro
- Roberta Vicinelli: basso e tastiera

### Ultima formazione (dal 1993 al 1997)
- Dario Parisini: chitarra
- Cristiano Santini: voce e chitarra
- Daniele Albertazzi: batteria
- Valeria Cevolani: voce
- Roberta Vicinelli: basso, tastiera, coro

## Discografia

### Album in studio
- 1994 - Un mondo nuovo
- 1996 - Primigenia

### EP
- 1988 - Abbiamo pazientato 40 anni. Ora basta!
- 1991 - Crisi di valori

### Raccolte
- 1995 - A-Raccolta (I dischi del mulo, DDM 011/95, CD)
- 2012 - Tesori della patria (Black fading, BFAC21)

### Partecipazioni
- 1989 - Centofiori 89 (Rose Rosse Records, doppio LP)
- 1990 - Centofiori 90 (Rose Rosse Records, ROSE 5032/5033, triplo LP)
- 1993 - Maciste contro tutti (Virgin Dischi, 7 85589 2, CD)
- 1994 - Compilation CPI Vol. I (CPI Records, MC)
- 1995 - Jack Frusciante è uscito dal gruppo (I dischi del mulo, 535 573-2, CD) Colonna sonora
- 1995 - Materiale resistente (Mercury Records, 300 008-2, LP, CD)
- 1996 - Battiato non Battiato (Cyclope Records, 529 206-2, CD)
- 1996 - Matrilineare (Compilation Tematica C.P.I)
- 1997 - Tutti giù per terra (Mercury Records, 300 023-2, CD) Colonna sonora

### Come Dish-is-nein
- 2018 - Dish-is-nein (Contempo Records, EP)
- 2023 - The metal machine/Eva RmX (Black fading, 45 giri)
- 2025 - Occidente (A funeral party) (Black fading, LP)